# جشمة اميري (سر أسياب يوسفي)
جشمة امیري (بالفارسية: چشمه امیری) هي قرية تقع في إيران في قسم سر أسياب يوسفي الريفي. يقدر عدد سكانها بـ 159 نسمة بحسب إحصاء 2016.